# Münzrohling
Der Münzrohling, auch Ronde oder Schrötling (von schroten = zerhacken, zerteilen, abtrennen, stanzen), ist das ungeprägte Metallstück, das zum Prägen von Münzen verwendet wird. Es wird aus dem Zain hergestellt. Als Metallscheibe wurde der Schrötling früher mit der Stückelschere vom Zain abgetrennt und anschließend zur Münzplatte aufbereitet.

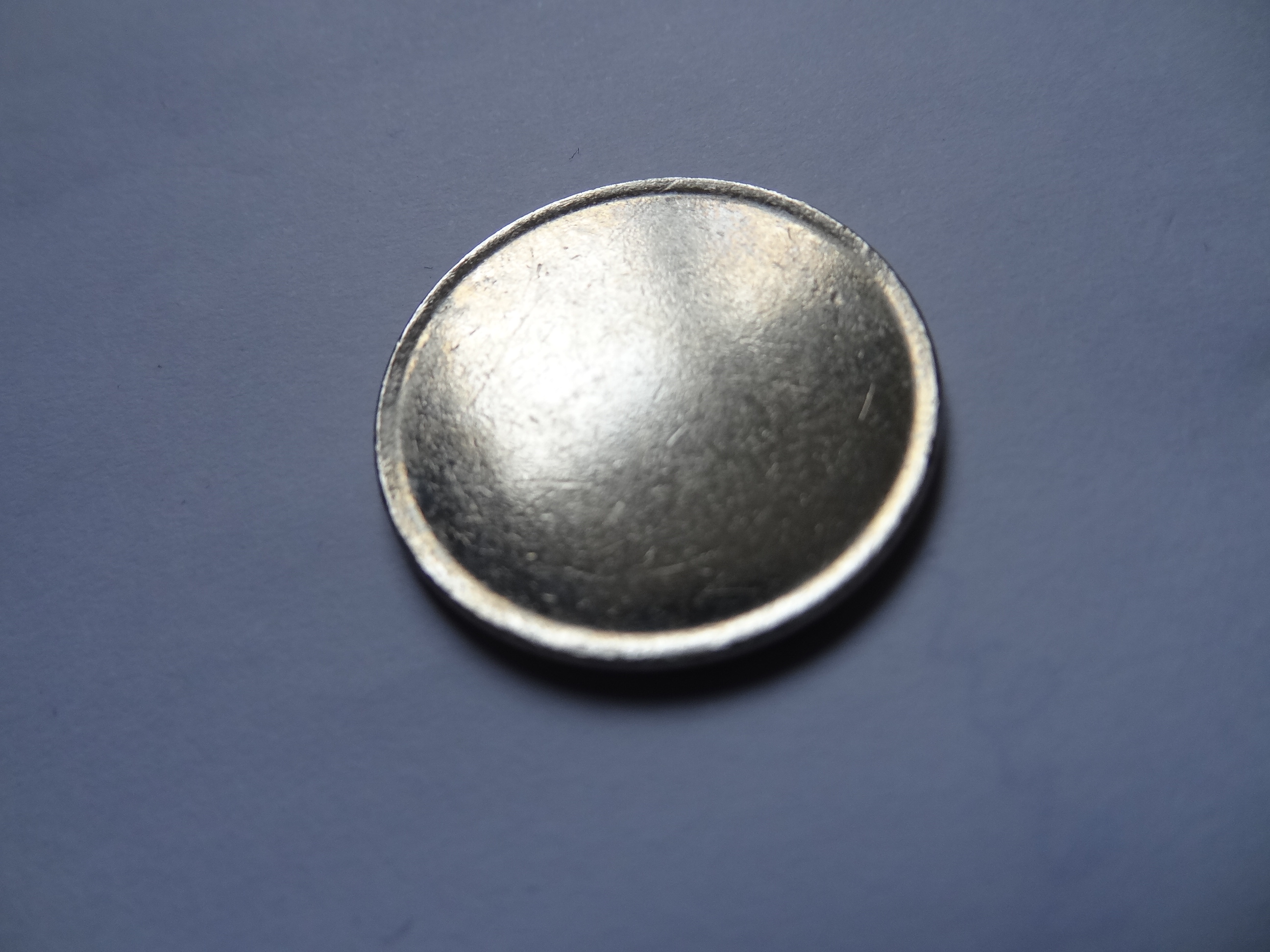
Münzrohling oder Schrötling

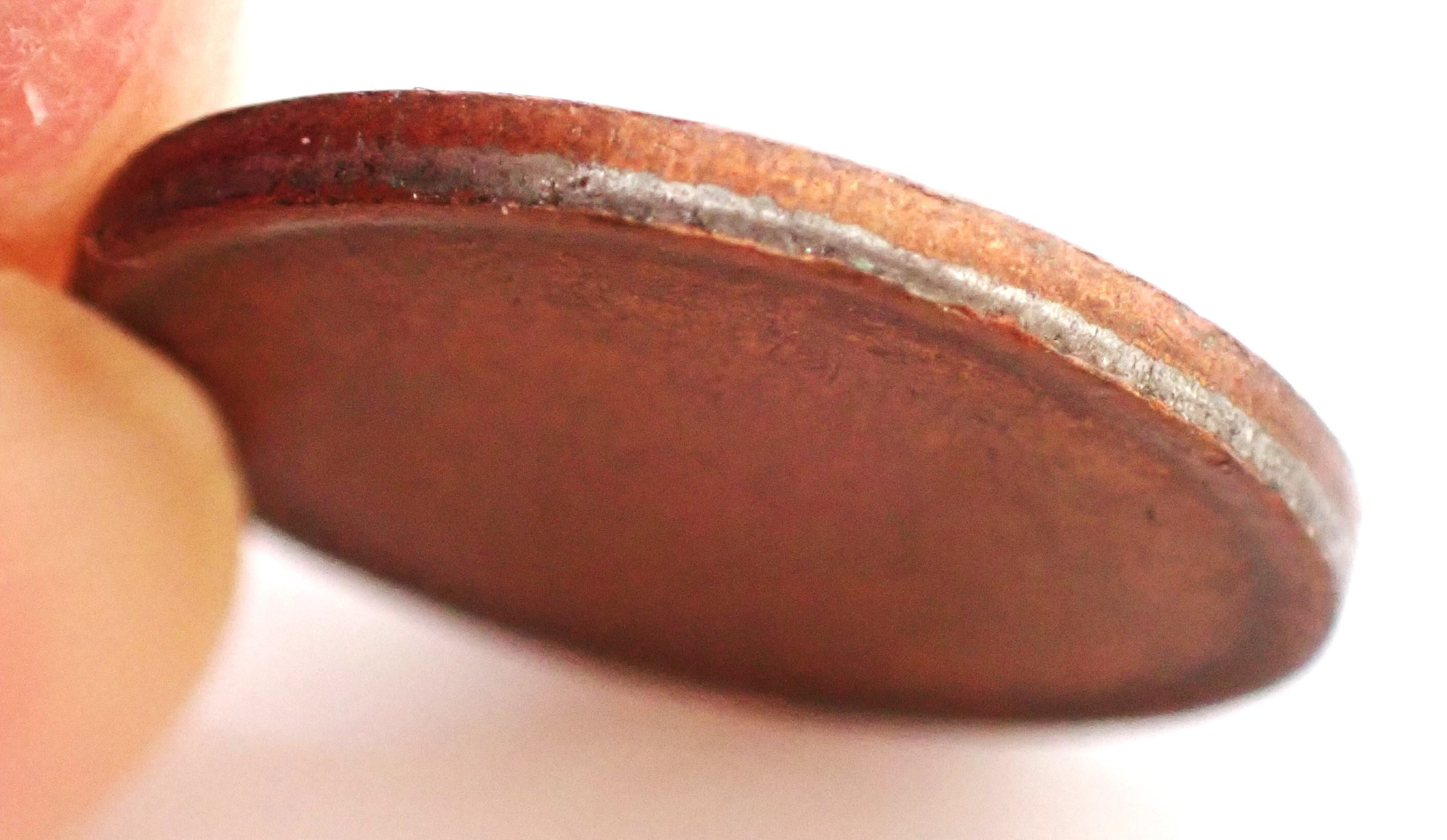
Kupferplattierter Eisenschrötling für deutsche Pfennigmünze

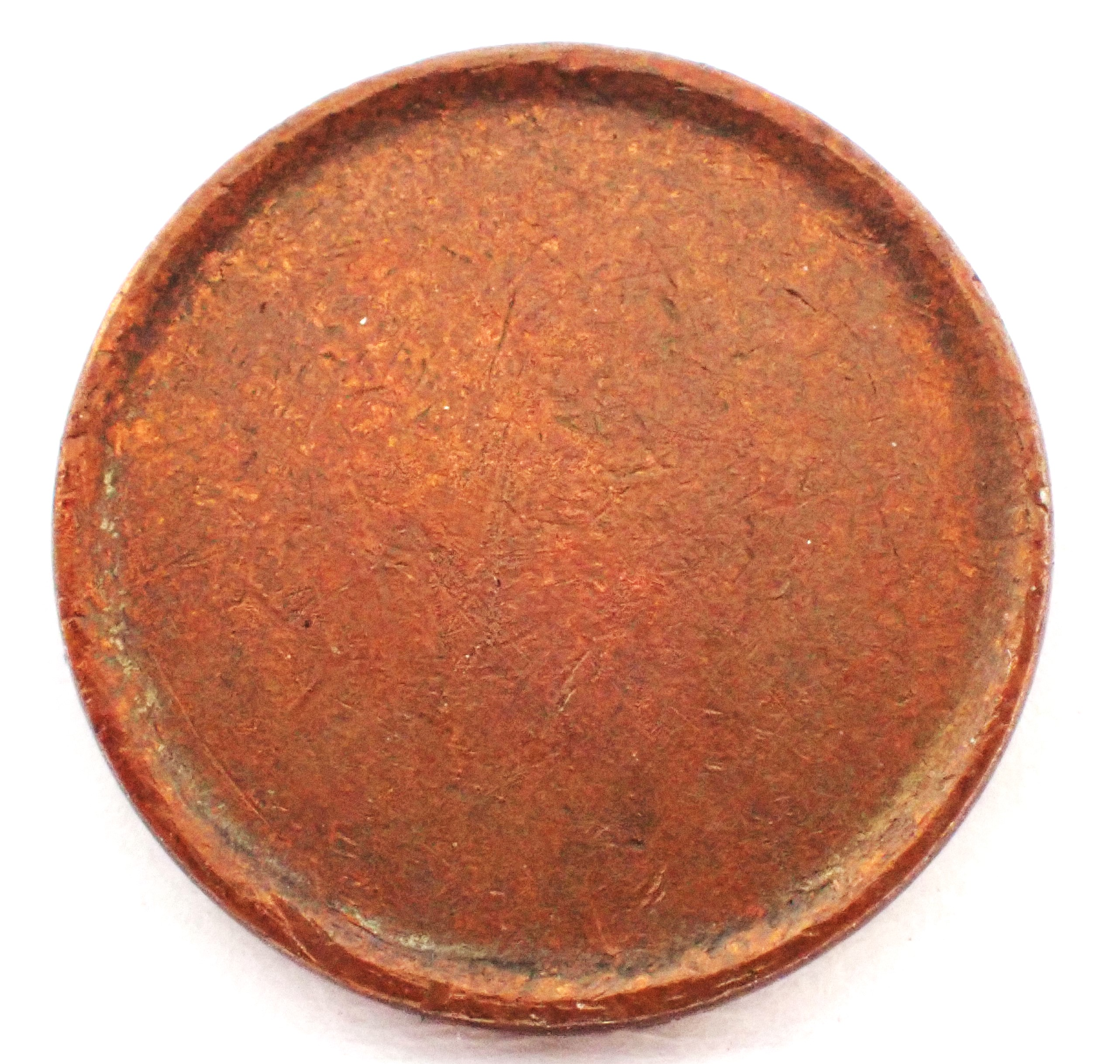
Münzrohling für Pfennig, Bundesrepublik Deutschland

## Weitere Begriffe
Mittelalterliche Bezeichnungen für den Schrötling waren Bloßgeld oder Blindgeld. Seit dem 18. Jahrhundert haben sich zudem Namen wie Plättchen, Platte oder Ronde eingebürgert.

## Material
Während reguläre Münzprägungen bis in das 20. Jahrhundert hinein aus einem Metall oder einer gleichmäßigen Legierung bestanden, wurden nach dem Zweiten Weltkrieg zur Ersparnis teurer Metalle, Eisenschrötlinge verwendet, die mit einer dünnen Kupfer- oder Messingschicht plattiert wurden. Die Kupferschicht erscheint bei der Sicht auf den Rand häufig dicker als sie tatsächlich ist, da sich die Plattierung teilweise auch über den Rand legt.

## Schrötlingsfehler

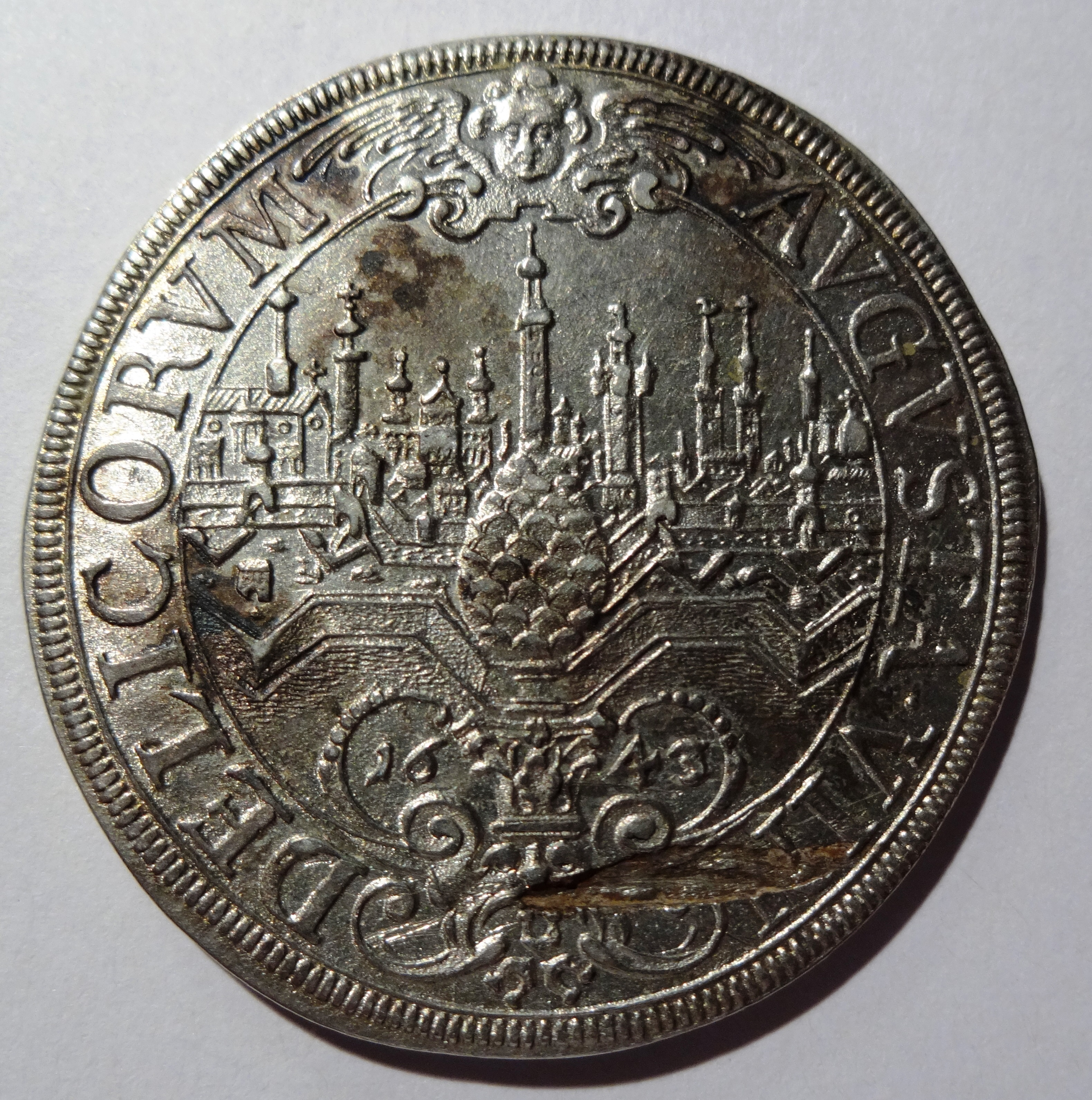
Augsburger Taler aus dem Jahr 1643 mit Schrötlingsfehler unten rechts

Beim Münzrohling können verschiedene Fehler vorliegen, die durch den anschließenden Prägevorgang nicht behoben werden können. Möglich sind Unebenheiten der Oberfläche, die so tief sind, dass sie auch nach der Prägung noch Fehlstellen hinterlassen, oder das Zainende, bei dem die am Ende eines Zainbleches gelegenen Schrötlinge nicht mehr breit genug sind, um vom Prägestempel voll erfasst zu werden.
Vom Schrötlingsfehler zu unterscheiden sind Fehler, die erst durch eine Fehlprägung bei ordnungsgemäßen Münzrohlingen entstehen, wie zum Beispiel bei der Dezentrierung. Der häufig zu sehende Doppelschlag durch die Hammerprägung bei Münzen der frühen Neuzeit ist dagegen der Herstellungsweise geschuldet. Der Oberstempel wurde mehrfach ausgerichtet (per Hand) und von oben wurde mit einem Hammer daraufgeschlagen. Dies erfolgte durch eine Person oder aber durch einen zusätzlichen Angestellten, der ausschließlich den Hammer schwang. Dabei wurde der Oberstempel entweder aus Versehen von Hand geringfügig versetzt oder er „federte“ auf dem Metall. Doppelschläge sind also vielleicht ärgerlich, da sie das Münzbild stören oder die Randschrift unleserlich machen, aber sie sind auch eine Garantie für die Echtheit der Münze und ein Zeitzeuge der manuellen Geldprägung. In Katalogen werden sie oft angegeben (zusätzlich, da auf dem Foto ersichtlich); ob man ihnen als Sammler Bedeutung beimisst, muss ein jeder selbst entscheiden. Vom Schrötlingsfehler zu unterscheiden ist auch der Schrötlingsriss, der erst beim Prägen entsteht.
In der Antike waren Schrötlinge zudem häufig unterschiedlich dick. Dies führte regelmäßig zu Prägeschwächen im dünneren Bereich des Schrötlings. Im Extremfall war der Schrötling in diesem Bereich durch die Prägung völlig ungestaltet geblieben. Der Schrötling zeigte bei ungleichmäßiger Dicke mitunter einen Riss. Bei diesen Fehlern handelt es sich daher um eine kombinierte Ursache von Schrötlingsfehler und Fehlprägung.

## Besonderheit
Eine Besonderheit ist, dass bei der Prägung der einseitigen Schüsselpfennige der Schrötling größer ist als der Münzstempel. Er entstand durch das Prägen mit nur einem Oberstempel auf einem größeren Schrötling. Dadurch wurden die Randzonen schüssel- bzw. tellerförmig nach oben gedrückt. Sie wurden bis ins 18. Jahrhundert vor allem in den Münzstätten des Harzes geschlagen. Die gewölbte Form der Pfennige war für den Umgang mit Kleingeld sehr vorteilhaft, weil man sie besser greifen konnte als die flachen Plättchen.